# Peter de Backer

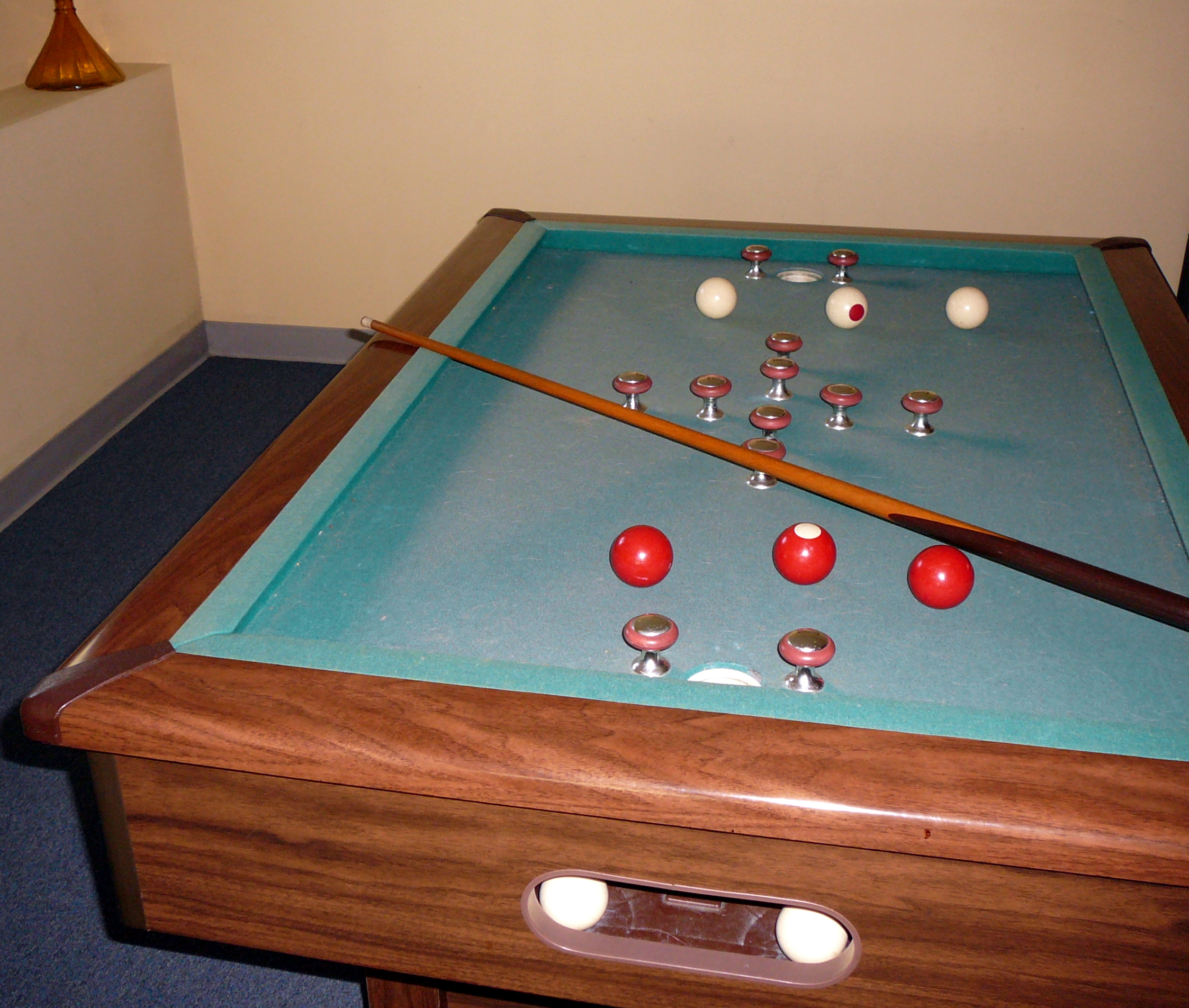
Tisch für Golfbillard (Bumper Pool)

Peter de Backer (* 2. Januar 1967) ist ein belgischer Karambolagespieler und Unternehmer.

## Privates
Seine Eltern waren Vater François de Backer und Mutter Edwighe Coppens, bei denen er zusammen mit seiner einzigen Schwester aufwuchs. Er wurde schon früh an das Billard herangeführt. Im Alter von sieben Jahren, sein Vater spielte Karambolage und Golfbillard (Bumper Pool) auf hohem Niveau, durfte er erstmals das Queue in die Hand nehmen und anstoßen. Sein Vater wurde in der Anfangszeit sein Trainer.

## Karriere
Mit 11 Jahren wurde de Backer Mitglied im Billardclub „BC Sint-Anna“ und erspielte sich gleich die Klubmeisterschaft und den Stadtpokal von Aalst. Mit fachkundiger Unterstützung seines Vaters erklomm er zwei Klassen pro Jahr und erhielt im Alter von 16 Jahren erstmals Unterricht bei seinem Professeur Emile Wafflard. Als Allroundtalent spielte er alle Disziplinen auf dem Kleinbillard (2,30 m) in exzellenter Form. Er hat das Karambolage immer mit Golfbillard kombiniert. Im Golf gewann er dreimal den begehrten Titel „Trophy of Champions“ und wurde mit Frank Van Liefferinge belgischer Meister im Einzel und im Team. Er ist damit der einzige Spieler, der den belgischen Titel sowohl beim Karambolage als auch beim Golfbillard gewann. Durch Emile Wafflard schaffte er schnell den Übergang vom kleinen zum großen Billard (2,84 m). Er stieg auch in die Juniorenklasse des Dreiband auf.
Seinen ersten internationalen Erfolg hatte er 1988 mit der Bronzemedaille im Cadre bei der Junioren-Europameisterschaft. 1991 wurde er erstmals Europameister in dieser Disziplin, 1993 kam ein zweiter EM-Titel hinzu und ein Jahr darauf die dritte Goldmedaille. 1994 gewann er mit dem belgischen Nationalteam (Eddy Leppens und Peter Stroobants) die Dreikampf-Weltmeisterschaft für Nationalmannschaften in Essen. Bei der Dreiband-Weltmeisterschaft erspielte er sich dreimal Bronze, beim Dreiband-Weltcup schaffte er es im ägyptischen Hurghada ins Finale, musste sich dort aber dem Spanier Daniel Sánchez geschlagen geben.
Im Januar 2019 war de Backer in der niederländischen „Buffalo League“ auf dem Weg, den Weltrekord in der Höchstserie (HS) von 28 einzustellen, als er bei 26 Punkten aufhören musste, weil das Partieziel von 40 Punkten erreicht war.
Hauptberuflich ist de Backer Unternehmer, er betreibt seit dem 2. März 2009 sein eigenes Billardgeschäft „PDB-ART“ in Aalst.

## Erfolge
- Dreiband-Weltmeisterschaft:  2005, 2006, 2008
- Dreiband-Weltcup:  2006/4  1996/3, 1997/5, 2008/5

- Dreikampf-Weltmeisterschaft für Nationalmannschaften:  1994
- Einband-Weltmeisterschaft:  1992
- Dreiband-Europameisterschaft (Club-Teams):  2013 (Andernos)
- Einband-Europameisterschaft:  1997  1996, 2001, 2002, 2004
- Cadre-47/2-Europameisterschaft:  1996
- Cadre-47/1-Europameisterschaft:  1991, 1994  1996  2004
- Cadre-71/2-Europameisterschaft:  1993  1992
- Cadre-47/2-Europameisterschaft der Junioren:  1988
- Belgische Dreiband-Meisterschaft:  1998  2003  2004, 2011
- Belgische Meisterschaft im Einband:  2003, 2014  2002, 2004, 2006, 2007, 2011, 2013  2015
- Belgische Meisterschaft im Cadre 47/1:  2005  2002, 2003, 2004, 2006, 2013
- Belgische Meisterschaft im Cadre 47/2:  2002, 2012
- Belgische Meisterschaft im Cadre 71/2:  2006  2002, 2003, 2012  2007
- Belgischer Pokal (Dreiband):  2013  2012
- Superprestige (Dreiband):  2010
- Holländisches Pokalfinale (Dreiband):  2014  2011, 2012, 2019

Quellen: